# Denzal Sinclaire
Denzal Sinclaire (eigentlich Densil Pinnock, * 1969 in Toronto) ist ein kanadischer Jazzsänger in der Stimmlage Bariton (auch Piano, Gitarre, Schlagzeug, Komposition), stilistisch in der Tradition von Nat King Cole. „Seine Markenzeichen sind seine elegante Phrasierung und sein Talent, stilsicher vor oder hinter dem Beat zu singen.“

## Leben und Wirken
Sincaire wuchs in Montreal auf und studierte an der McGill University im Jazz Performance Programm, mit dessen Studentenensemble 1988 erste Aufnahmen entstanden (noch unter seinem richtigen Namen Densil Pinnock). 1992 nahm er für Uptown Records sein Debütalbum I Waited for You auf. Er trat im Laufe seiner Karriere auf zahlreichen kanadischen Festivals auf; zudem in TV-Shows (auch außerhalb von Kanada wie Late Night und Manu Katchés Show One Shot Not). Ferner wirkte er im Musical Unforgettable mit, das Nat King Coles Leben und Musik thematisierte, außerdem in Tapestry: The Music of Carole King (Arts Club Theatre) und in William Saroyans Theaterstück The Time of Your Life (Soul Pepper Theatre Company); ferner trat er in Fernseh- und Spielfilmen auf wie Battlestar Galactica (Regie: Michael Rymer) und Being Julia (Regie: István Szabó).
Lange Jahre arbeitete er mit dem Gitarristen, Komponisten und Arrangeur Bill Coon zusammen. 1994 entstand ein gemeinsames Album, 1996 ein Studio-Mitschnitt für den Sender BRAVO!TV. Er arbeitete außerdem mit Wynton Marsalis und dem Jazz at Lincoln Center Orchestra, Patrice Rushen, Dee Dee Bridgewater, Janis Siegel, Kevin Mahogany, Michael Feinstein, Bob Mintzer, Barry Harris, dem Count Basie Orchestra, Cleo Laine, John Dankworth, Jamie Lidell, Holly Cole, Vince Giordano, Karin Plato, dem David Berger Jazz Orchestra und der WDR Big Band Köln. 2001 nahm er das Album I Found Love (Universal) auf, 2003, nun als Denzal Sinclaire, ein selbstbetiteltes Album für Verve Records, auf dem er von Bruno Hubert (Piano), Reuben Rogers (Bass) und Gregory Hutchinson begleitet wird. 2005 entstand noch eine zweite Produktion für Verve, My One and Only Love, mit Brad Turner, Seamus Blake, Russell Malone, Reuben Rogers und Gregory Hutchinson. In den folgenden Jahren war er Gastvokalist bei Aufnahmen u. a. von Joel Haynes, The B3 Kings, Dione Taylor, Claude Diallo und Karl Jannuska. Im Bereich des Jazz war er zwischen 1988 und 2016 an 18 Aufnahmesessions beteiligt.

## Auszeichnungen
Denzal Sinclaires Album I Found Love wurde 2000 für den Juno Award nominiert; das Nachfolgealbum erhielt 2004 den National Jazz Award in der Kategorie Bestes Album, Vier Mal zeichnete ihn das Jazz Report Magazine mit seinem Preis als bester männlicher Jazzvokalist aus; 2007 erhielt er für My One and Only Love den französischen Choc Jazzman Award.

## Diskographische Hinweise
- I Waited for You (Uptown, 1993), mit Kevin Dean, Don Sickler, Brad Shigeta (tb), Steve Kaldestad, Jimmy Heath, Kelly Jefferson (bar), Richard Wyands, Neil Swainson, Dave Laing (dr)
- Densil Pinnock, Bill Coon: Mona Lisa (E.R.C. Records, 1994)
- I Found Love (EmArcy, 2000)
- Denzal Sinclaire (Verve, 2003)
- My One And Only Love (Verve, 2006)